# Le pescatrici
Le pescatrici (título original en italiano; en español, Las pescadoras, Hob. 28/4) es una ópera (dramma giocoso) en tres actos con música de Joseph Haydn, y libreto de Carlo Goldoni. Originalmente compuesto como parte de las celebraciones nupciales de María Teresa, condesa de Lamberg y sobrina del príncipe Nikolaus Esterházy con Alois, conde Poggi, la ópera se estrenó el 16 de septiembre de 1770 en el teatro de la corte en Eszterháza. 
Le pescatrici fue el segundo de los tres libretos de Goldoni que Haydn musicó — los otros dos fueron Lo speziale (1768) e Il mondo della luna (1777). Sin embargo, Haydn no fue el primero en usar el libreto de Goldoni. Previamente lo habían usado para óperas Ferdinando Bertoni (Venecia, 1751) y Niccolò Piccinni (Roma 1766) y posteriormente por Florian Leopold Gassmann (Viena, 1771). Los papeles de Lesbina y Frisellino fueron estrenados por Maria Magdalena Spangler y su esposo, Carl Friberth, dos destacados cantantes de corte en Eszterháza. Carl Friberth pudo haber intervenido también en retocar el libreto de Goldoni para Haydn.
Un tercio de la partitura original fue luego destruida en un incendio en Esterháza en 1779. Fue posteriormente reconstruido en 1965 por el estudioso de Haydn H.C. Robbins Landon y el compositor Karl Heinz Füssl. Desde entonces la ópera ha tenido reposiciones ocasionales, destacadamente en Ámsterdam el 15 de junio de 1965; en París el 29 de junio de 1967 cuando recibió su primera retransmisión por la radio; en Metz el 1 de febrero de 1985; y en la Garsington Opera en junio de 1997.
Con motivo del segundo centenario de la muerte de Haydn en 2009 se hicieron varias representaciones de la ópera. En las estadísticas de Operabase aparece con 2 representaciones en el período 2005-2010.